# Лати (Охајо)
Лати (енгл. Latty) град је у америчкој савезној држави Охајо.

## Демографија
По попису из 2010. године број становника је 193, што је 7 (-3,5%) становника мање него 2000. године.
| Група             | 2000.       | 2010.       |
| Белци             | 164 (82,0%) | 170 (88,1%) |
| Афроамериканци    | 19 (9,5%)   | 10 (5,2%)   |
| Азијати           | 1 (0,5%)    | 0 (0,0%)    |
| Хиспаноамериканци | 8 (4,0%)    | 7 (3,6%)    |
| Укупно            | 200         | 193         |